# Psilocerea anearia
Psilocerea anearia är en fjärilsart som beskrevs av Swinhoe 1904. Psilocerea anearia ingår i släktet Psilocerea och familjen mätare. Inga underarter finns listade.